# Marie de Katchen
Pour les articles homonymes, voir Katchen.
Marie de Katchen (en arménien : Սահականույշ) est la troisième reine (consort) bagratide d'Arménie. Elle épouse le roi Achot II d'Arménie en 917, qui règne entre les années 914 et 928.
Marie de Katchen était la fille du prince de Gardman Sahak Sevada. Elle avait deux frères - Grigor le Grand, prince de Khatchen (Nagorno-Karabakh), et Hovhannes-Senekerim, prince de Parisos. Ce dernier était situé dans la province de Outik en Arménie (aujourd'hui - Azerbaïdjan). Sa sœur Shahandukht est marié à Smbat Ier de Syunik, et est devenue la première reine du Royaume de Syunik.
Selon Christian Settipani, Achot d'Arménie et Marie de Katchen seraient les parents de Rhipsime, épouse de Nikola Kumet, eux-mêmes parents de Samuel de Bulgarie. 
|  |  |                                     |                                     |                                     |                                     |                                     |                                     |  |  |                                        |                                        |                                        |                                        | Sahak Sevada prince de Gardman (895-940) | Sahak Sevada prince de Gardman (895-940) | Sahak Sevada prince de Gardman (895-940) | Sahak Sevada prince de Gardman (895-940) | Sahak Sevada prince de Gardman (895-940) | Sahak Sevada prince de Gardman (895-940) |                                       |                                       |                                       |                                       |  |  |                                            |                                            |                                            |                                            |                                            |                                            |  |  |                                  |                                  |                                  |                                  | Smbat Ier roi d'Arménie (890-914) | Smbat Ier roi d'Arménie (890-914) | Smbat Ier roi d'Arménie (890-914) | Smbat Ier roi d'Arménie (890-914) | Smbat Ier roi d'Arménie (890-914) | Smbat Ier roi d'Arménie (890-914) |                              |                              |                              |                              |  |  |  |  |  |  |  |  |  |  |  |  |
|  |  |                                     |                                     |                                     |                                     |                                     |                                     |  |  |                                        |                                        |                                        |                                        | Sahak Sevada prince de Gardman (895-940) | Sahak Sevada prince de Gardman (895-940) | Sahak Sevada prince de Gardman (895-940) | Sahak Sevada prince de Gardman (895-940) | Sahak Sevada prince de Gardman (895-940) | Sahak Sevada prince de Gardman (895-940) |                                       |                                       |                                       |                                       |  |  |                                            |                                            |                                            |                                            |                                            |                                            |  |  |                                  |                                  |                                  |                                  | Smbat Ier roi d'Arménie (890-914) | Smbat Ier roi d'Arménie (890-914) | Smbat Ier roi d'Arménie (890-914) | Smbat Ier roi d'Arménie (890-914) | Smbat Ier roi d'Arménie (890-914) | Smbat Ier roi d'Arménie (890-914) |                              |                              |                              |                              |  |  |  |  |  |  |  |  |  |  |  |  |
|  |  |                                     |                                     |                                     |                                     |                                     |                                     |  |  |                                        |                                        |                                        |                                        |                                          |                                          |                                          |                                          |                                          |                                          |                                       |                                       |                                       |                                       |  |  |                                            |                                            |                                            |                                            |                                            |                                            |  |  |                                  |                                  |                                  |                                  |                                   |                                   |                                   |                                   |                                   |                                   |                              |                              |                              |                              |  |  |  |  |  |  |  |  |  |  |  |  |
|  |  | Grigor prince de Khatchen (940-958) | Grigor prince de Khatchen (940-958) | Grigor prince de Khatchen (940-958) | Grigor prince de Khatchen (940-958) | Grigor prince de Khatchen (940-958) | Grigor prince de Khatchen (940-958) |  |  | Hovhannes prince de Parisos (958-1003) | Hovhannes prince de Parisos (958-1003) | Hovhannes prince de Parisos (958-1003) | Hovhannes prince de Parisos (958-1003) | Hovhannes prince de Parisos (958-1003)   | Hovhannes prince de Parisos (958-1003)   |                                          |                                          | Shahandukht reine de Syunik (987-998)    | Shahandukht reine de Syunik (987-998)    | Shahandukht reine de Syunik (987-998) | Shahandukht reine de Syunik (987-998) | Shahandukht reine de Syunik (987-998) | Shahandukht reine de Syunik (987-998) |  |  | Marie de Katchen reine d'Arménie (914-928) | Marie de Katchen reine d'Arménie (914-928) | Marie de Katchen reine d'Arménie (914-928) | Marie de Katchen reine d'Arménie (914-928) | Marie de Katchen reine d'Arménie (914-928) | Marie de Katchen reine d'Arménie (914-928) |  |  | Achot II roi d'Arménie (914-928) | Achot II roi d'Arménie (914-928) | Achot II roi d'Arménie (914-928) | Achot II roi d'Arménie (914-928) | Achot II roi d'Arménie (914-928)  | Achot II roi d'Arménie (914-928)  |                                   |                                   | Abas roi d'Arménie (928-953)      | Abas roi d'Arménie (928-953)      | Abas roi d'Arménie (928-953) | Abas roi d'Arménie (928-953) | Abas roi d'Arménie (928-953) | Abas roi d'Arménie (928-953) |  |  |  |  |  |  |  |  |  |  |  |  |
|  |  | Grigor prince de Khatchen (940-958) | Grigor prince de Khatchen (940-958) | Grigor prince de Khatchen (940-958) | Grigor prince de Khatchen (940-958) | Grigor prince de Khatchen (940-958) | Grigor prince de Khatchen (940-958) |  |  | Hovhannes prince de Parisos (958-1003) | Hovhannes prince de Parisos (958-1003) | Hovhannes prince de Parisos (958-1003) | Hovhannes prince de Parisos (958-1003) | Hovhannes prince de Parisos (958-1003)   | Hovhannes prince de Parisos (958-1003)   |                                          |                                          | Shahandukht reine de Syunik (987-998)    | Shahandukht reine de Syunik (987-998)    | Shahandukht reine de Syunik (987-998) | Shahandukht reine de Syunik (987-998) | Shahandukht reine de Syunik (987-998) | Shahandukht reine de Syunik (987-998) |  |  | Marie de Katchen reine d'Arménie (914-928) | Marie de Katchen reine d'Arménie (914-928) | Marie de Katchen reine d'Arménie (914-928) | Marie de Katchen reine d'Arménie (914-928) | Marie de Katchen reine d'Arménie (914-928) | Marie de Katchen reine d'Arménie (914-928) |  |  | Achot II roi d'Arménie (914-928) | Achot II roi d'Arménie (914-928) | Achot II roi d'Arménie (914-928) | Achot II roi d'Arménie (914-928) | Achot II roi d'Arménie (914-928)  | Achot II roi d'Arménie (914-928)  |                                   |                                   | Abas roi d'Arménie (928-953)      | Abas roi d'Arménie (928-953)      | Abas roi d'Arménie (928-953) | Abas roi d'Arménie (928-953) | Abas roi d'Arménie (928-953) | Abas roi d'Arménie (928-953) |  |  |  |  |  |  |  |  |  |  |  |  |

## Sources
- comm. 59
- КАРАУЛОВ Н. А. Сведения арабских писателей X и XI веков по Р. Хр. о Кавказе, Армении и Адербейджане.
- К. В. Тревер. ОЧЕРКИ ПО ИСТОРИИ И КУЛЬТУРЕ КАВКАЗСКОЙ АЛБАНИИ IV В. ДО Н. Э. — VII В. Н. Э. (источники и литература). Издание Академии наук СССР, М.-Л., 1959
- comm. 144